# Bedő Ferenc
Bedő Ferenc (Brassó, 1915. szeptember 24. – Marosvásárhely, 1989. július 6.) színész. 

## Életpályája
1946-ban a Székely Színház alapító tagja volt. 1946–1970 között különböző epizódfigurákat alakított a Marosvásárhelyi Nemzeti Színház Magyar Tagozata tagjaként. 1970-ben nyugdíjba vonult.

## Színházi szerepei
- Lehár Ferenc: A mosoly országa – Tábornok
- Fodor L.: Érettségi – Tircsák
- Sebastian: Névtelen csillag – Jegyet vásárló paraszt
- Kiss–Kováts: Vihar a havason – Pityiri
- Méhes György: Dupla kanyar – Ápoló
- Guga: Egy öngyilkos világa – Nyomorék
- Tamási Áron: Csalóka szivárvány –
- Rebreanu: Angyal és boríték –

## Filmjei
- Castelanii (1967)
- Két élet egy halálért (1969)